# Karol Rimely
Karol František Rimely (4. února 1825 Ostřihom – 13. ledna 1904 Svätý Kríž nad Hronom) byl uherský římskokatolický biskup a církevní historik, 10. biskup banskobystrický (1893–1904).
Nechal na vlastní náklady přestavět banskobystrický seminář a biskupské sídlo ve městě Svätý Kríž. Sepsal dějiny Pázmánea a bratislavské kapituly, byl spoluautorem Uherské univerzitní encyklopedie.